# Мебібіт
Мебібіт — кратне число біт, одиниця вимірювання двійкової інформації при передачі цифрових даних або збереженні, що має множник зі стандартним префіксом «мебі» (символ Мі), двійковий префікс, що означає помноження на 220. Одиниця вимірювання мебібіт позначається як Мібіт.
1 мебібіт = 220 біт = 1048576біт = 1024 кібібіт
Цю одиницю найчастіше застосовують для вимірювання місткості RAM- і ROM-чипів.
Мебібіт тісно пов'язаний із поняттям мегабіт, який дорівнює 106 біт = 1,000,000 біт.
Протягом 1980-х і 1990-х років, виробники відеоігор вказували на упаковці об'єм внутрішнього картриджа ROM (в мегабітах) на упаковці. 1 мегабіт дорівнює 128 кібібайт; 8 мегабіт дорівнює 1 мебібайт пам'яті ROM, що містить код ігри і дані.